# Monache romite dell'Ordine di Sant'Ambrogio ad Nemus
Le monache romite dell'Ordine di Sant'Ambrogio ad Nemus  sono un istituto religioso femminile di diritto pontificio con case autonome.

## Storia
Nel 1822 le romite ambrosiane dell'Ordine di Sant'Ambrogio ad Nemus, che erano state costrette a disperdersi dalle autorità cisalpine nel 1798, riuscirono a riprendere la vita comune nel loro monastero di Santa Maria del Monte sopra Varese. Le monache aprirono una scuola e poi un collegio.
Un gruppo di romite, aspirando a un genere di vita più contemplativo, senza l'onere dell'educazione della gioventù, con l'approvazione dell'arcivescovo di Milano, Giovanni Battista Montini, nel 1963 lasciò la comunità e diede inizio a un nuovo monastero a Bernaga di Perego.
La comunità di Bernaga si sviluppò rapidamente e nel 1974 inviò un gruppo di religiose ad Agra per stabilirvi un secondo monastero.
I due monasteri di Bernaga e di Agra si dotarono di proprie costituzioni che ottennero l'approvazione della Santa Sede nel 1981.

## Attività e diffusione
Le religiose conducono una vita interamente contemplativa e osservano la clausura papale.
Oltre a quelli di Bernaga e Agra, esiste il monastero di Revello, aperto nel 1986.
Alla fine del 2015 le monache romite contavano 3 monasteri e 37 religiose.